# Ophiomyxidae
Famille
Les Ophiomyxidae sont une famille d'ophiures de l'ordre des Ophiurida.

## Caractéristiques
Les ophiures de cet groupe sont entièrement couvertes d'un épiderme fin et lisses, qui dissimule les plaques brachiales (rudimentaires et souvent fragmentées), et pourvues de courtes épines.
Disque dorsal recouvert de granules ou d'une peau nue et épaissie, écailles réduites chez Ophiomyxa. Plaque dentaire fragmentée, alvéoles à bords plats, non pénétrantes. Ophiarachna possède un petit groupe de dents ventrales.  
Dents hyalines, grandes, plates et dentelées chez Ophiomyxa et Ophioconis. Plaques latérales des bras rappelant la forme d'un Y renversé. Articulation de l'épine du bras sans pli sigmoïde. Articulations de l'épine du bras généralement plus grandes que chez Ophiodermatidae et Ophiopezidae et dans des encoches moins profondes ou au même niveau que le stéréome de la plaque (Ophiomyxa), de forme arrondie avec un stéréome lisse.

## Liste des genres
Selon World Register of Marine Species (23 avril 2014), ce genre compte actuellement 43 espèces vivantes, réparties en 6 genres, et est dominé par son genre-type Ophiomyxa :
- genre Neoplax Bell, 1884 -- 2 espèces
- genre Ophiarachna Müller & Troschel, 1842 -- 8 espèces
- genre Ophioconis Lütken, 1869 -- 10 espèces
- genre Ophiomyxa Müller & Troschel, 1840 -- 20 espèces et 2 fossiles
- genre Ophiostiba Matsumoto, 1915 -- 1 espèce
- genre Ophiurochaeta Matsumoto, 1915 -- 2 espèces

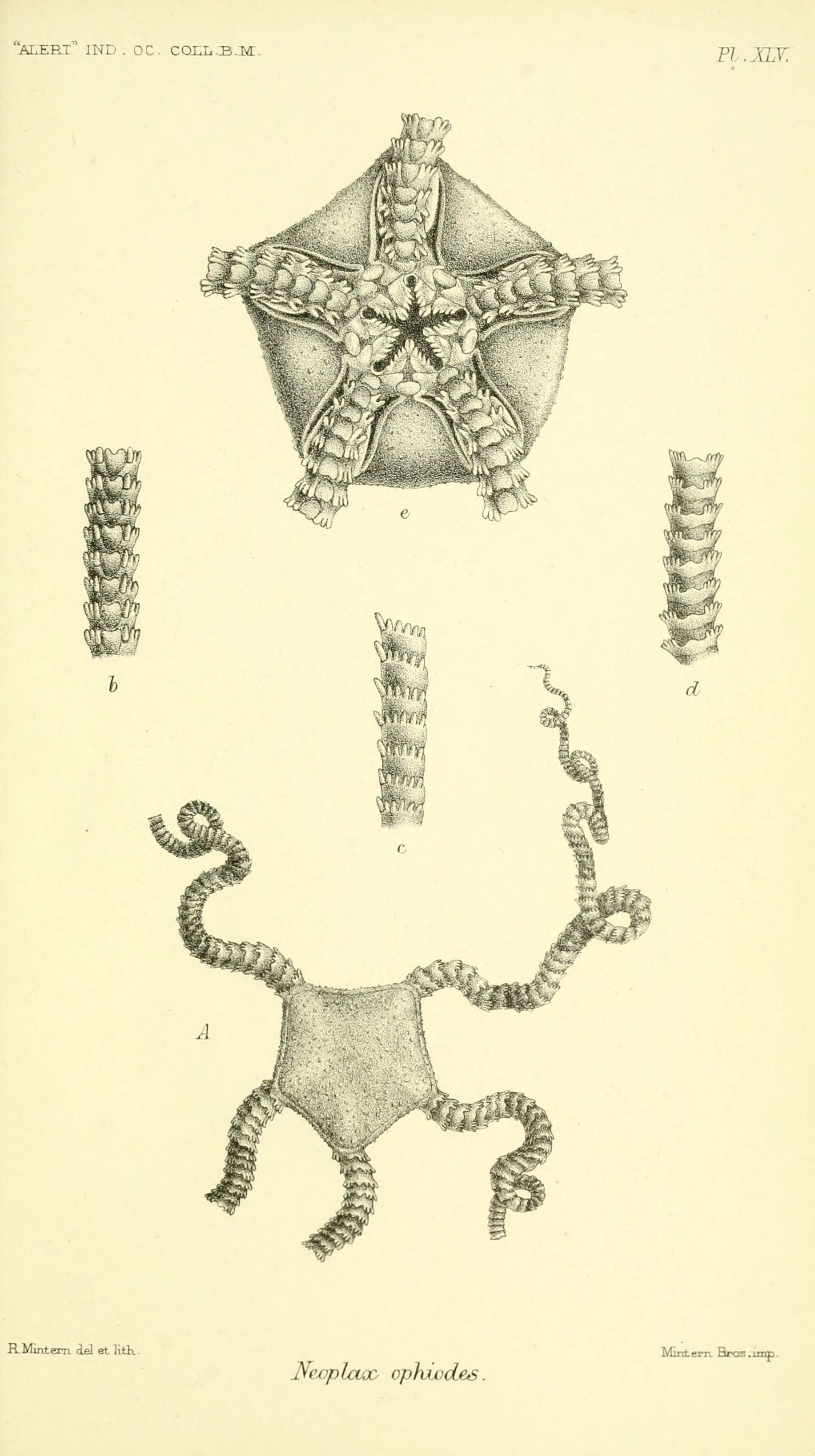
Neoplax ophiodes
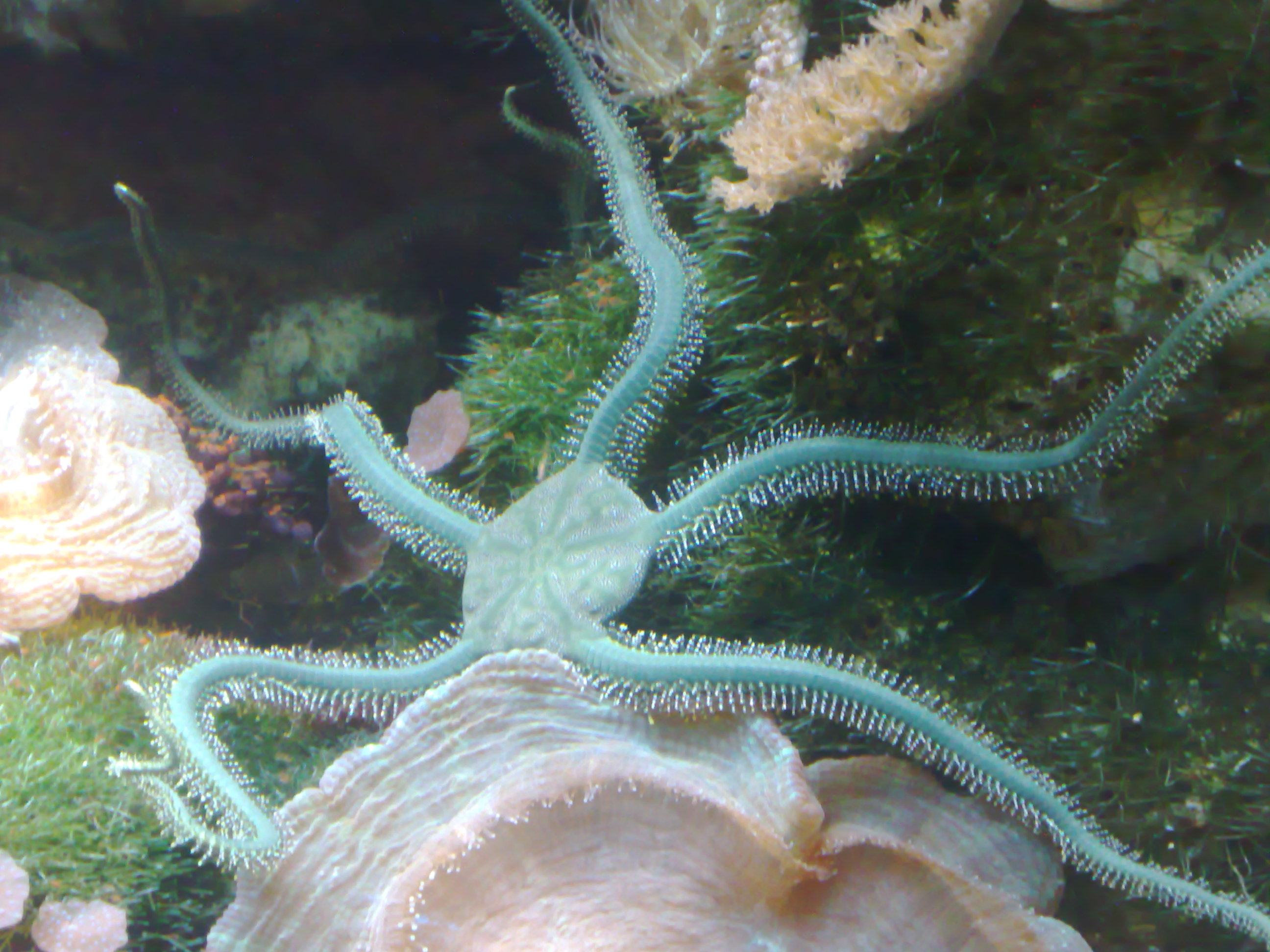
Ophiarachna incrassata
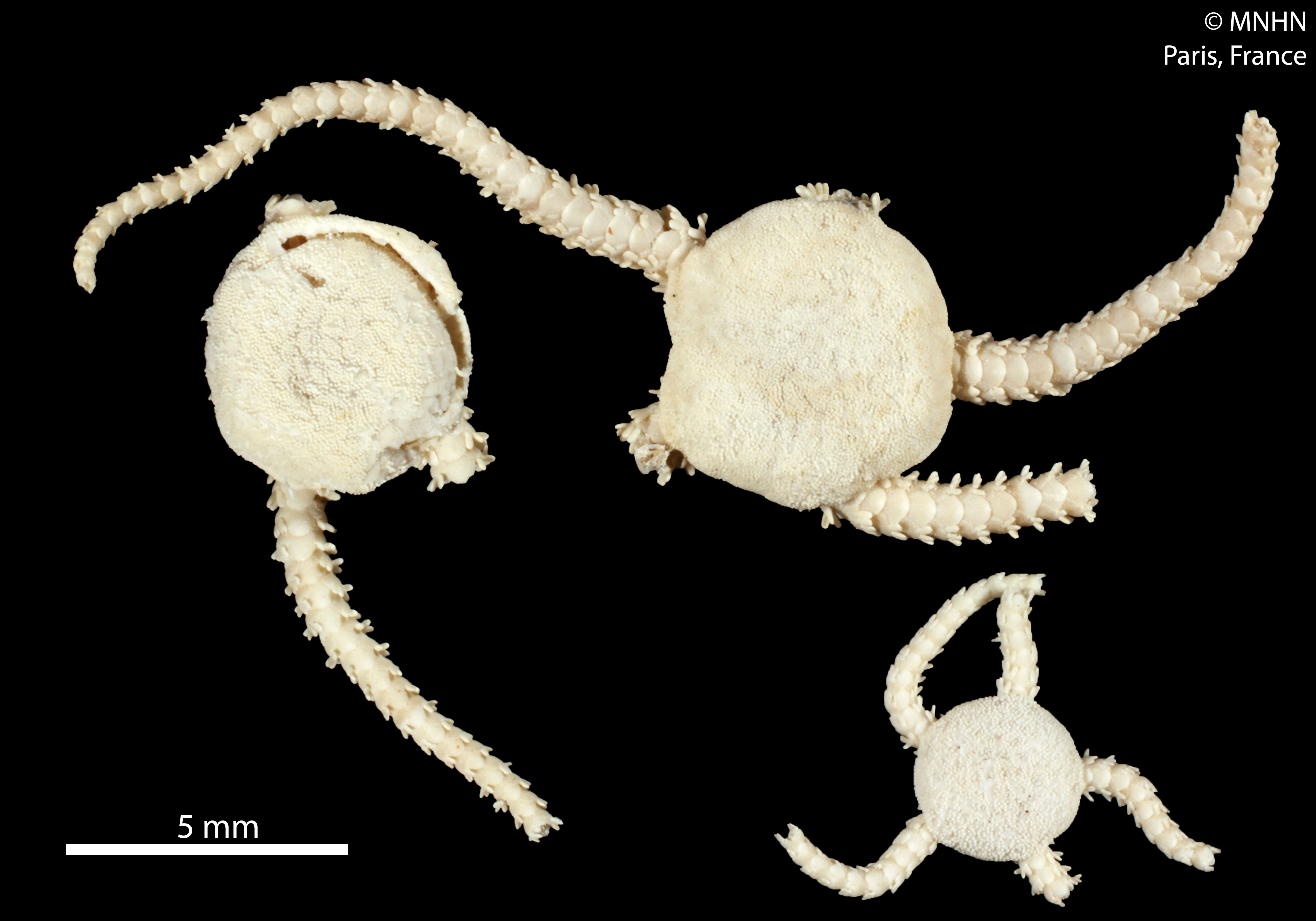
Ophioconis vivipara (MNHN)
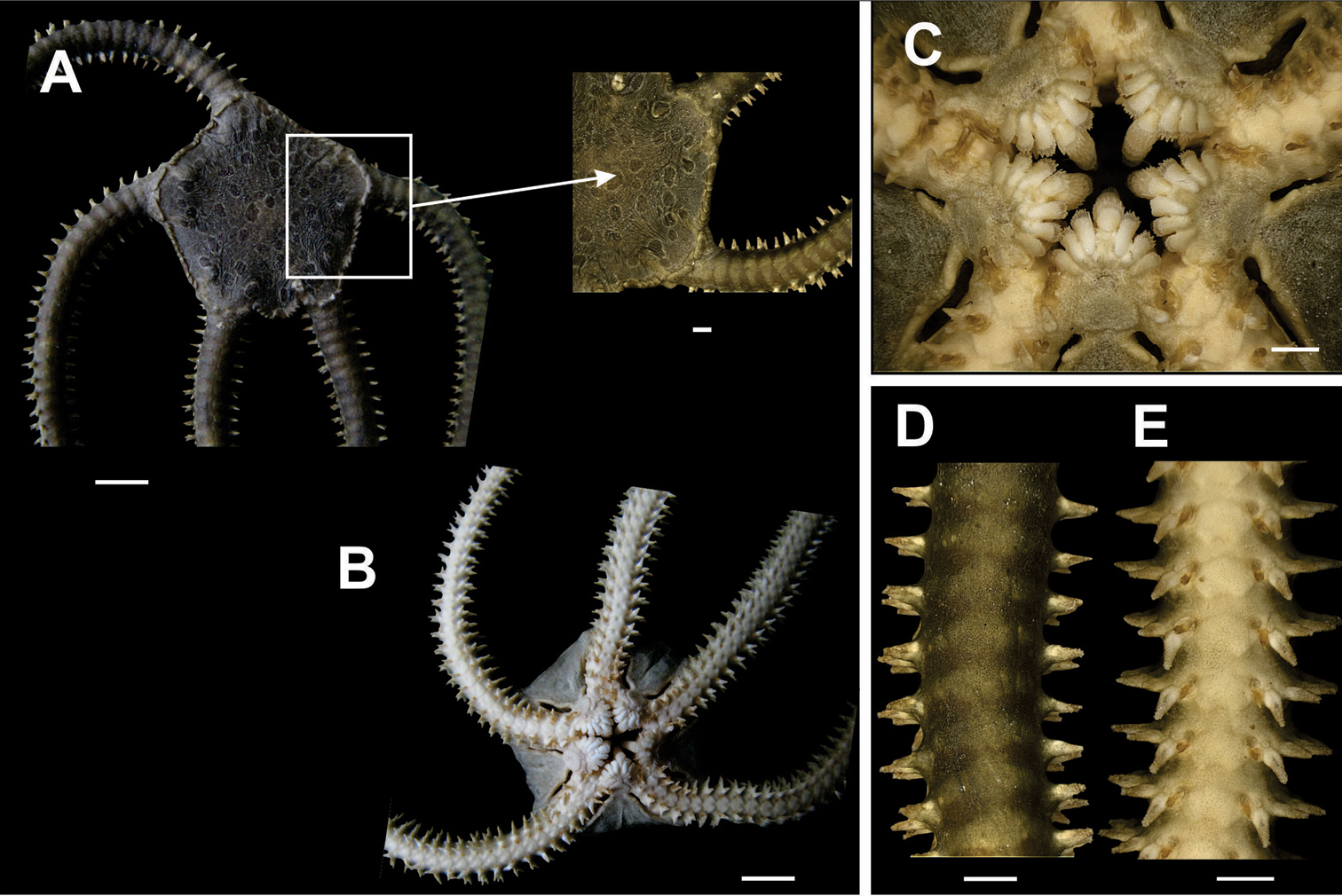
Ophiomyxa flaccida
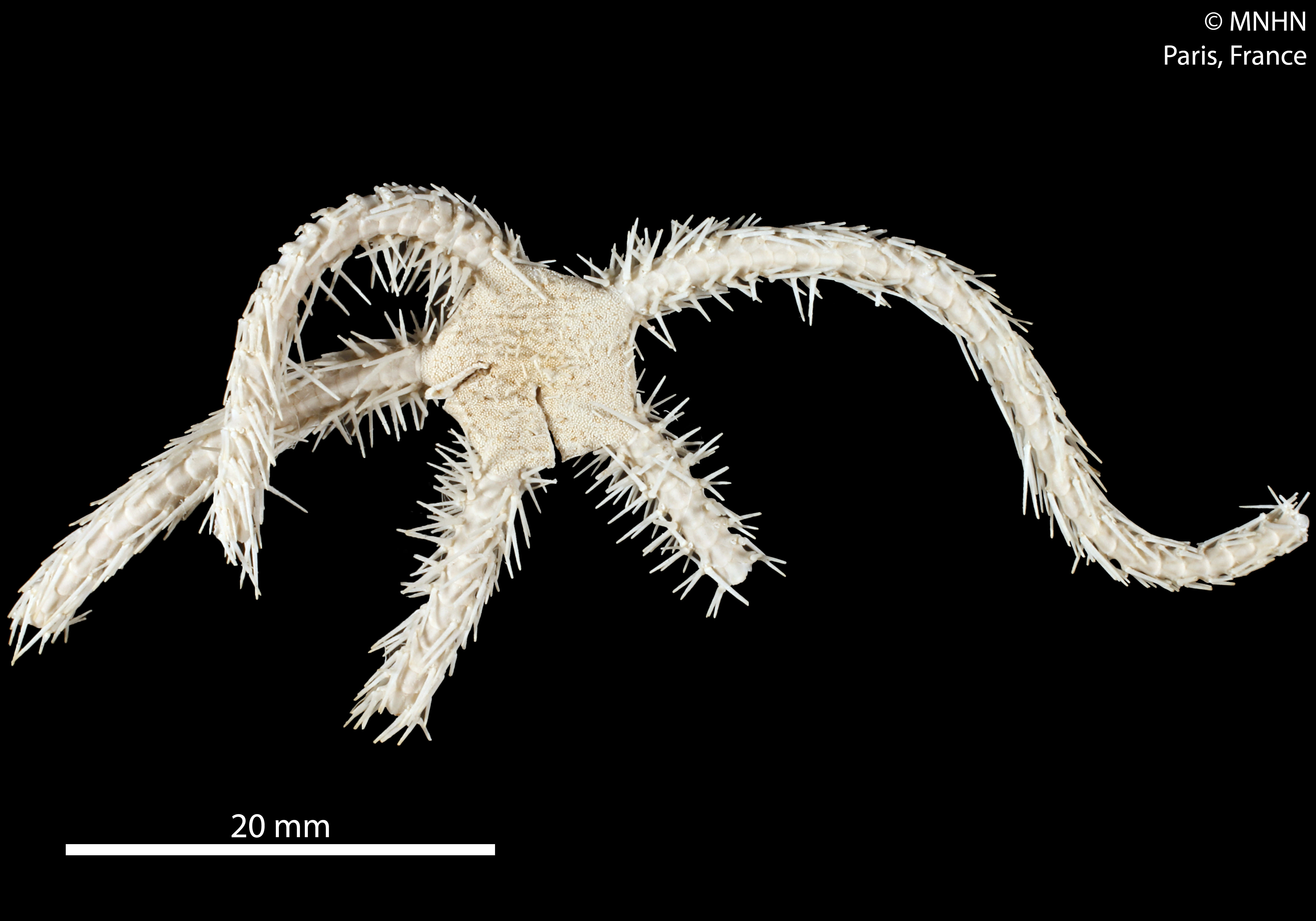
Ophiurochaeta mixta (MNHN)